# Partido Democrático (Uganda)
El Partido Democrático (en inglés: Democratic Party) es un partido político ugandés de centroderecha fundado en 1954 por Benedicto Kiwanuka. Junto al Congreso Popular de Uganda fueron los dos partidos políticos más importantes del país en las décadas de 1950 y 60, siendo considerados los partidos tradicionales de Uganda. 
Estuvo ilegalizado entre 1968 y 1979, durante el régimen unipartidista de Milton Obote y la dictadura militar de Idi Amin. Tras la muerte de Kiwanuka en 1972, cuando el partido se encontraba en el exilio, fue sucedido como líder por Paul Ssemogerere, quien dirigiría el partido en las primeras elecciones posteriores a la caída de Amin en 1980, en las cuales obtuvo mayoría de votos pero fue derrotado por el Congreso Popular de Uganda debido al gerrymandering masivo y a un supuesto fraude electoral, lo que desató una guerra civil contra el segundo gobierno de Obote. El partido volvió a ser ilegalizado en 1994, con la aprobación de una constitución apartidista, hasta 2005, cuando el régimen de Museveni volvió a legalizar los partidos políticos. Ese mismo año Ssemogerere dimitió como líder del partido y fue sucedido por John Ssebaana Kizito quien se postuló sin éxito para le presidencia en las elecciones generales que siguieron. En 2010, Kizito fue sucedido por Norbert Mao.

## Resultados electorales
|  | 26.32 % |

|  | 42.53 % |

|  | 46.11 % |

|  | 47.11 % |

|  | 1.58 % |

|  | 1.86 % |

|  | 1.39 % |

|  | 0.56 % |